# Cassipourea paludosa
Cassipourea paludosa är en tvåhjärtbladig växtart som beskrevs av John Hutchinson, Amp; Dalz. och Jacques-felix. Cassipourea paludosa ingår i släktet Cassipourea, och familjen Rhizophoraceae. Inga underarter finns listade i Catalogue of Life.